# Саншајн (Колорадо)
Саншајн (енгл. Sunshine) насељено је место без административног статуса у америчкој савезној држави Колорадо.

## Демографија
По попису из 2010. године број становника је 230.
| Група             | 2000.    | 2010.       |
| Белци             | 0 (0,0%) | 212 (92,2%) |
| Афроамериканци    | 0 (0,0%) | 5 (2,2%)    |
| Азијати           | 0 (0,0%) | 6 (2,6%)    |
| Хиспаноамериканци | 0 (0,0%) | 2 (0,9%)    |
| Укупно            | 0        | 230         |